# Grand-croix
Pour les articles homonymes, voir La Grand-Croix.
Le terme grand-croix (grand'croix est une graphie archaïque toujours utilisée par le Journal officiel de la République française ou les ordres eux-mêmes) désigne la dignité (mais aussi le récipiendaire lui-même) la plus élevée de certains ordres militaires ou civils, notamment :
- l'ordre royal et militaire de Saint-Louis ;
- l'ordre de la Légion d'honneur (voir : Liste des grands-croix de la Légion d'honneur). Dénominations précédentes : grand aigle ou grand cordon ;
- l'ordre national du Mérite (voir : Liste des grands-croix de l'ordre national du Mérite) ;
- l'ordre de la Réunion ;
- l'ordre pro Merito Melitensi (ordre souverain de Malte) ;
- l'ordre de l'Empire britannique ;
- l'ordre de Saint-Charles (principauté de Monaco) ;
- l'ordre de Grimaldi (principauté de Monaco) ;
- l'ordre de Léopold (Belgique) ;
- l'ordre de Léopold II (Belgique) ;
- l'ordre de la couronne (Belgique) ;
- l'ordre national du Lion (Sénégal) ;
- l'ordre national du Tchad ;
- l'ordre de la Rose blanche (Finlande) ;
- l'ordre national (Côte d'Ivoire) ;
- l'ordre de l'Infant Dom Henri (Portugal).

Port des différents grades de l'ordre royal et militaire de Saint-Louis.

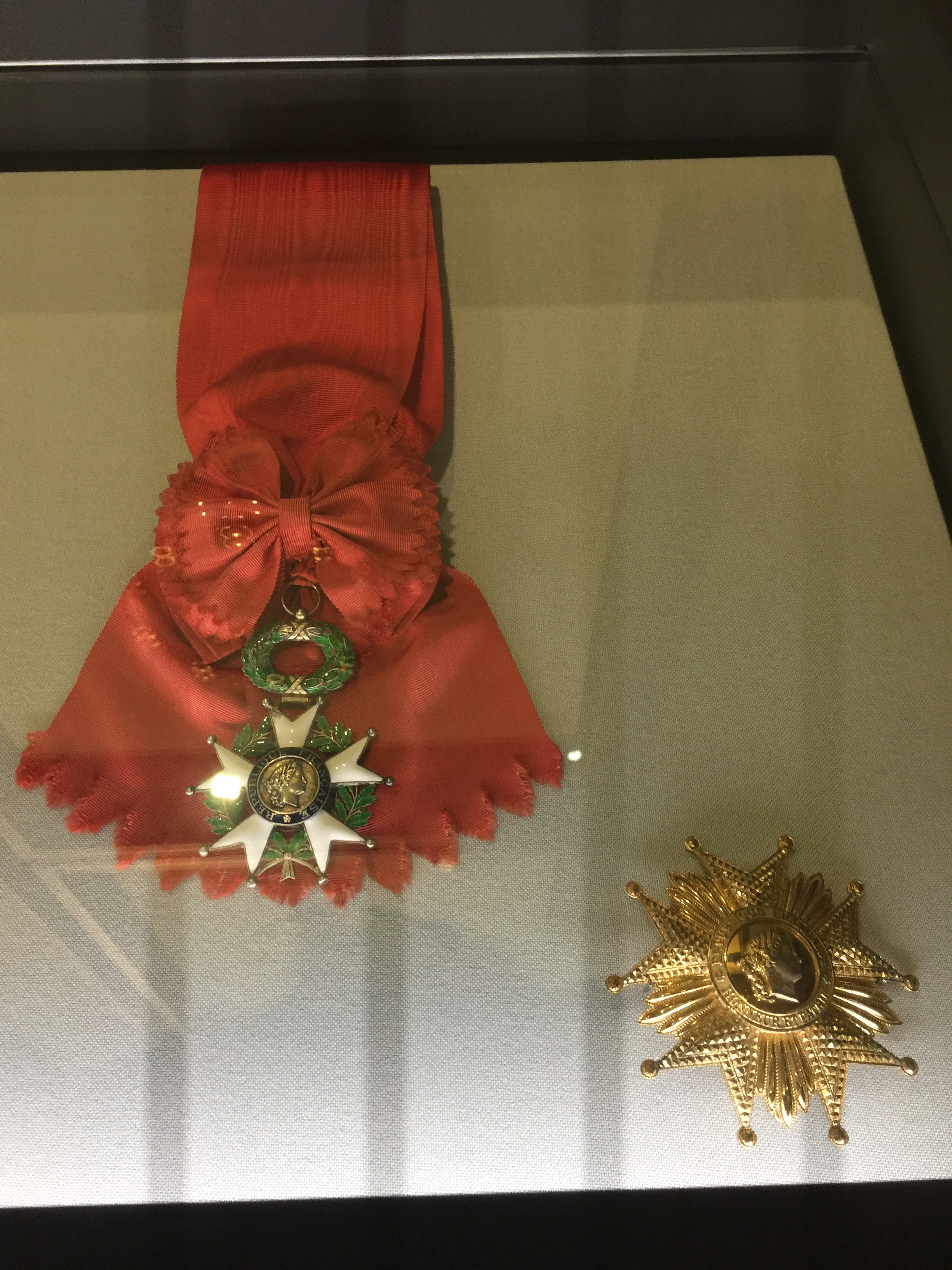
Les insignes de grand-croix de la Légion d'honneur.